# 秋田県道291号大川端伏見線
秋田県道291号大川端伏見線（あきたけんどう291ごう おおかわばたふしみせん）は、秋田県由利本荘市を通る一般県道である。

## 概要
由利本荘市鳥海町下直根の子吉川右岸で秋田県道70号鳥海矢島線から分岐し、子吉川の下流・北東方向へ向かい、由利本荘市鳥海町伏見で国道108号に合流する。

### 路線データ
- 総延長 : 4.179 km[2]
- 実延長 : 4.179 km[2]
- 起点 : 秋田県由利本荘市鳥海町下直根字石神27番2（秋田県道70号鳥海矢島線交点）[3]北緯39度10分14.76秒 東経140度9分41.71秒
- 終点 : 秋田県由利本荘市鳥海町伏見字折切21番1地先（国道108号交点）[3]北緯39度11分23.31秒 東経140度11分15.85秒
- 未供用区間 : なし[2]

## 歴史
- 1972年（昭和47年）11月9日 - 秋田県道に認定される[3]。

## 路線状況

### 冬期閉鎖区間
- なし[4]

### 交通不能区間
- なし[5]

### 道路施設
- 長坂橋

## 地理

### 交差する道路
| 施設名 | 接続路線名             | 備考 | 所在地                       |
| ------ | ---------------------- | ---- | ---------------------------- |
|        | 秋田県道70号鳥海矢島線 | 起点 | 由利本荘市鳥海町下直根字石神 |
|        | 国道108号              | 終点 | 由利本荘市鳥海町伏見字折切   |

### 沿線の施設
- 由利本荘市鳥海総合支所
- 由利本荘市鳥海球場（終点から国道108号経由）